# Evangelische Stadtkirche Möckmühl

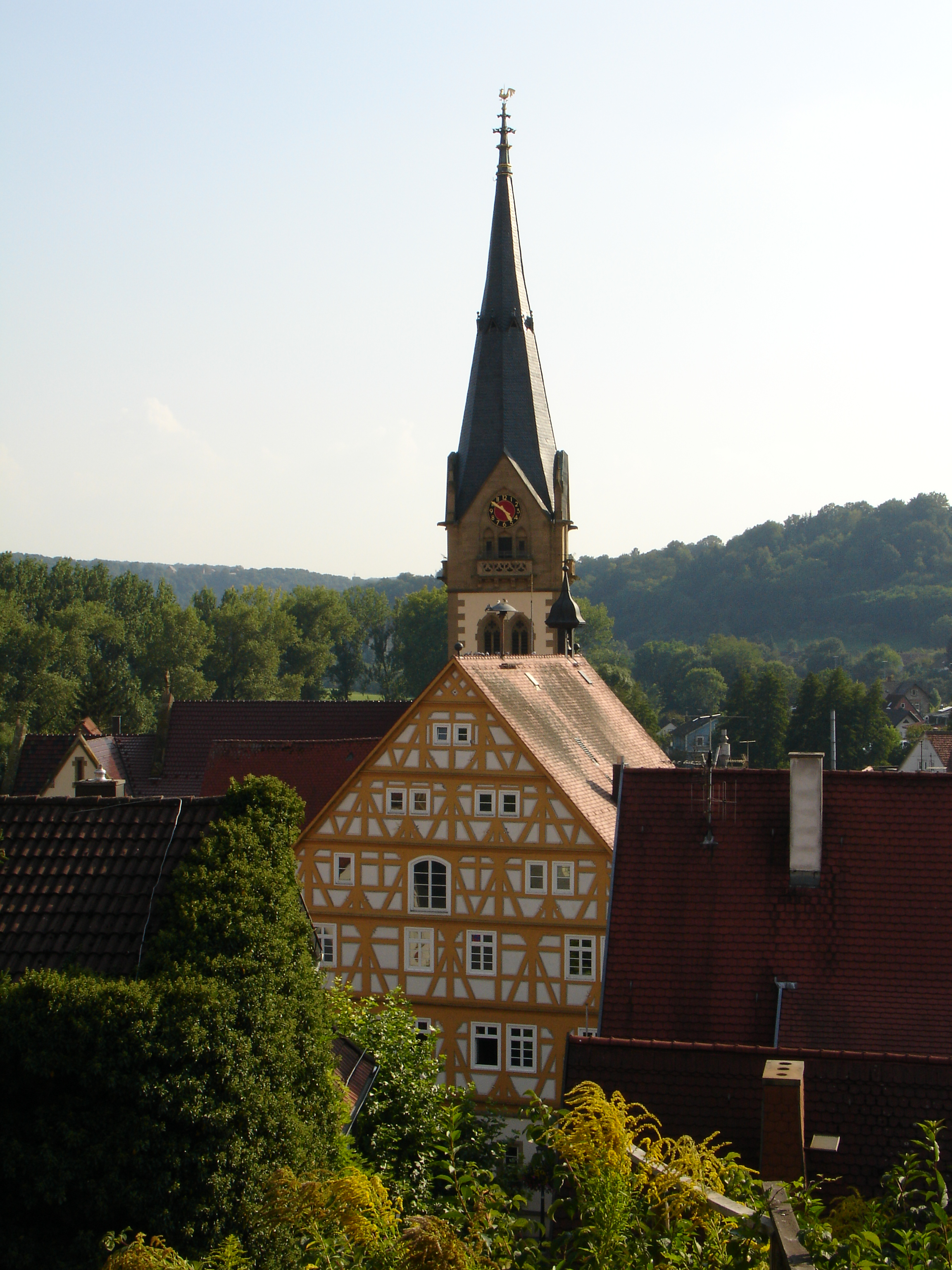
Turm der Evangelischen Stadtkirche Möckmühl hinter dem Rathaus der Stadt

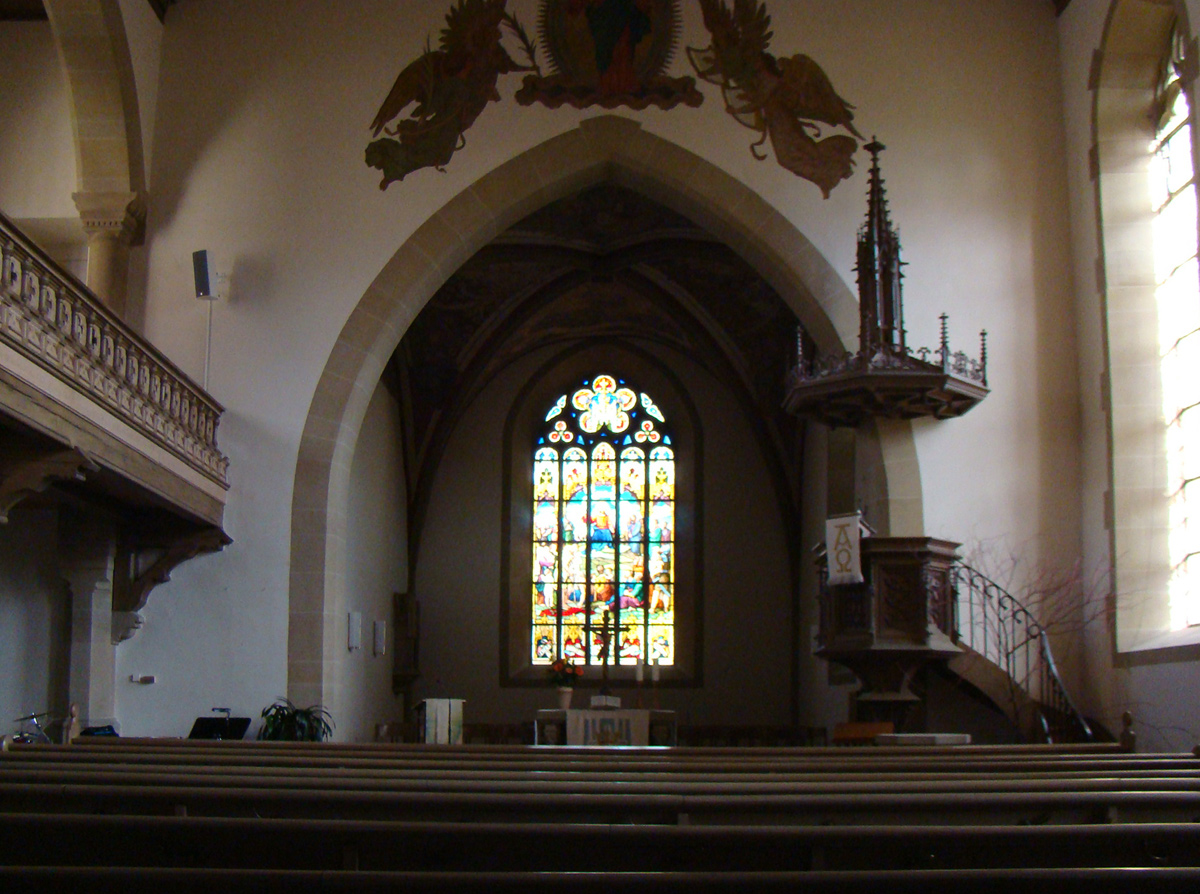
Blick zum Chor

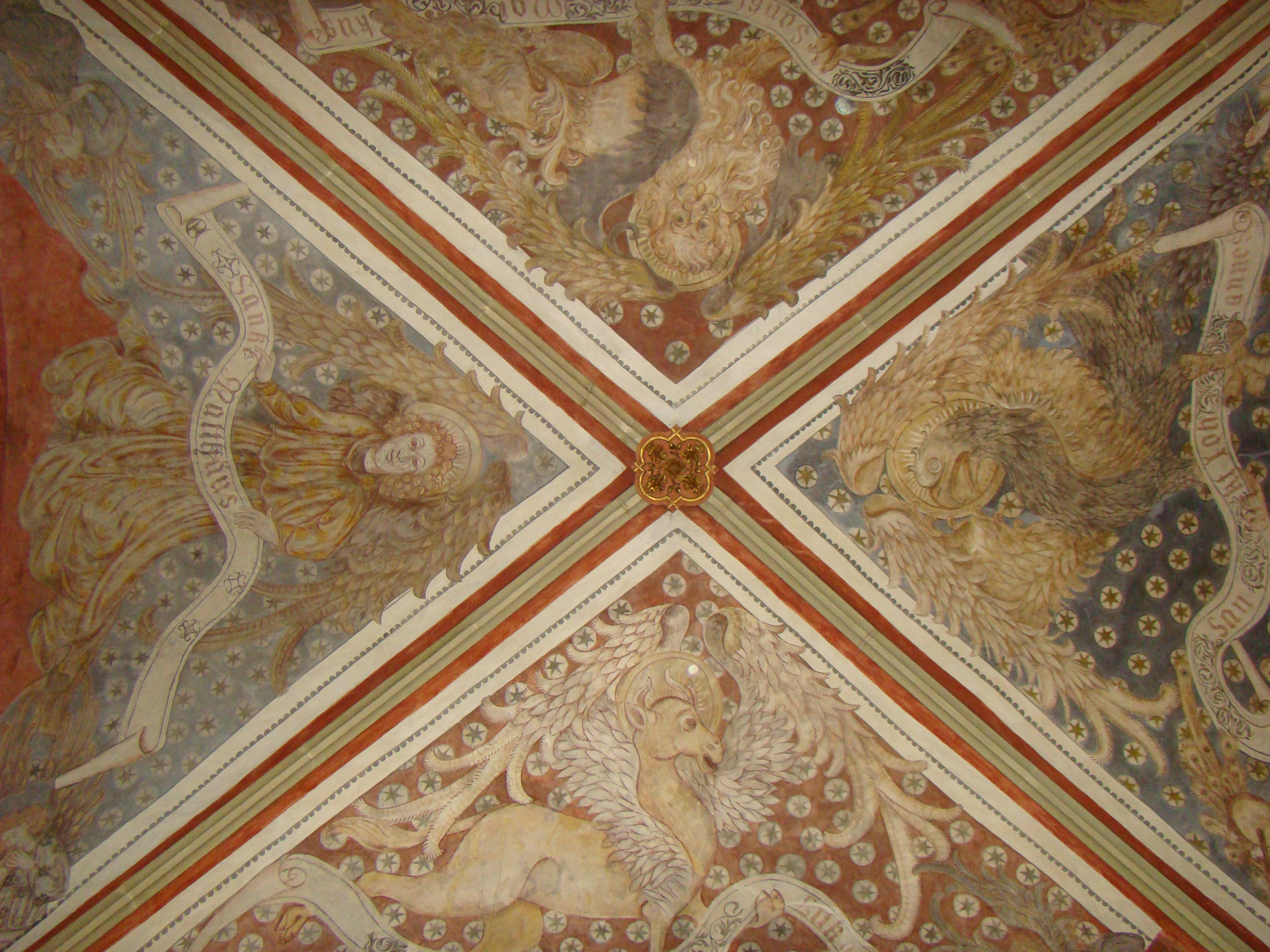
Evangelistensymbole im Chorgewölbe

Die Evangelische Stadtkirche in Möckmühl, einer Stadt im Landkreis Heilbronn im nördlichen Baden-Württemberg, wurde nach dem Brand der alten Kirche 1898 nach Plänen von Heinrich Dolmetsch erbaut. Archäologische Grabungen haben ergeben, dass an dieser Stelle bereits in der Mitte des 8. Jahrhunderts eine Kirche bestand und die heutige Kirche bereits der fünfte Kirchenbau dort ist. Die Kirchengemeinde gehört zum Kirchenbezirk Weinsberg-Neuenstadt der Evangelischen Landeskirche in Württemberg.

## Geschichte
Eine Kirche in Möckmühl wurde bereits 815 in einem Vertrag zwischen dem Bischof von Würzburg und dem Abt von Fulda urkundlich erwähnt. Archäologische Befunde lassen jedoch auf eine noch deutlich ältere Kirche an dieser Stelle schließen. Bei der ersten Kirche handelte es sich wohl um eine vor dem Jahr 754 errichtete kleine Martinskirche. In spätkarolingischer Zeit wurde diese Kirche bedeutend erweitert und mit dem Patrozinium des hl. Bonifatius versehen. Während Bonifatius als Kirchenpatron auch urkundlich belegt ist, wird das ältere Martinspatrozinium aus den beiden einstigen Möckmühler Jahrmärkten (Martinimarkt und Bonifatiusmarkt) geschlossen. Um das Jahr 1000 erfolgte ein dritter Kirchenbau im Stil der frühen Romanik. Diese Kirche wies eine halbrunde Apsis auf und wurde im 12. oder 13. Jahrhundert um einen Turm in der Mitte der Westfassade ergänzt. Zu Beginn des 14. Jahrhunderts erfolgte ein neuerlicher, nunmehr gotischer Kirchenbau, bei dem lediglich das Fundament des Turmes erhalten blieb. In ihrer gotischen Bauform hatte die Kirche bis zum 30. Oktober 1898 Bestand, als ein Kirchenbrand nahezu das gesamte Bauwerk zerstört hat. In den Jahren 1899/1900 erfolgte der Bau einer neuen Kirche nach Plänen von Heinrich Dolmetsch im Stil der Neogotik, unter Verwendung des alten Turmsockels und des gotischen Chores. Die Kirche wurde am 16. Dezember 1900 neu geweiht. Bedeutende Renovierungen fanden in den 1970er Jahren und 2001/2002 statt.

## Architektur und Ausstattung
Bedingt durch den Kirchenbrand von 1898 und den nachfolgenden Neubau haben sich nur wenige historische Relikte in der Kirche erhalten. Der nach Osten gerichtete gotische Chor mit Kreuzrippengewölbe konnte nach dem Brand wieder instand gesetzt werden. In den Gewölbekappen haben sich Fresken aus dem späten 15. Jahrhundert erhalten, die die von musizierenden Engeln begleiteten Evangelistensymbole darstellen. An der linken Chorwand befindet sich außerdem das Fragment eines weiteren Freskos mit der Marienkrönung. Das in der linken Chorecke befindliche, aus Sandstein gefertigte und mit Figuren und Wappen geschmückte Sakramentshäuschen von 1471 stammt wohl ursprünglich aus der Stadtkirche, befand sich aber vom späten 16. Jahrhundert an in der Möckmühler Friedhofskapelle, bevor es anlässlich der Renovierung der Stadtkirche 1974 wieder im Chor angebracht wurde. Die beiden Glasfenster im Chor stammen aus dem Jahr 1900 und zeigen die Bergpredigt sowie die Begegnung des Hauptmanns von Kapernaum mit Jesus. Ebenso aus der Zeit des Kirchenbaus von 1900 stammen noch die Kanzel, der Altar, der Taufstein, die Emporenbrüstung und das Orgelgehäuse. Das Innere der Orgel wurde 1974 von Weigle in Echterdingen erneuert.
Am Turm sind außen über dem zweiten Gesims die Namen der Baumeister Hans Hainen und Heinrich Dolmetsch neben Jahreszahlen und Wappenelementen zu lesen. Hainen hat wohl eine Renovierung der Kirche im Jahr 1513 verantwortet.
Das Geläut der Kirche besteht aus vier Glocken. Die älteste der Glocken wurde 1924 in der Glockengießerei Bachert in Kochendorf gegossen. Die restliche drei Glocken wurden 1950 und 1956 bei Kurz in Stuttgart gegossen.